# Sarah Rapelje

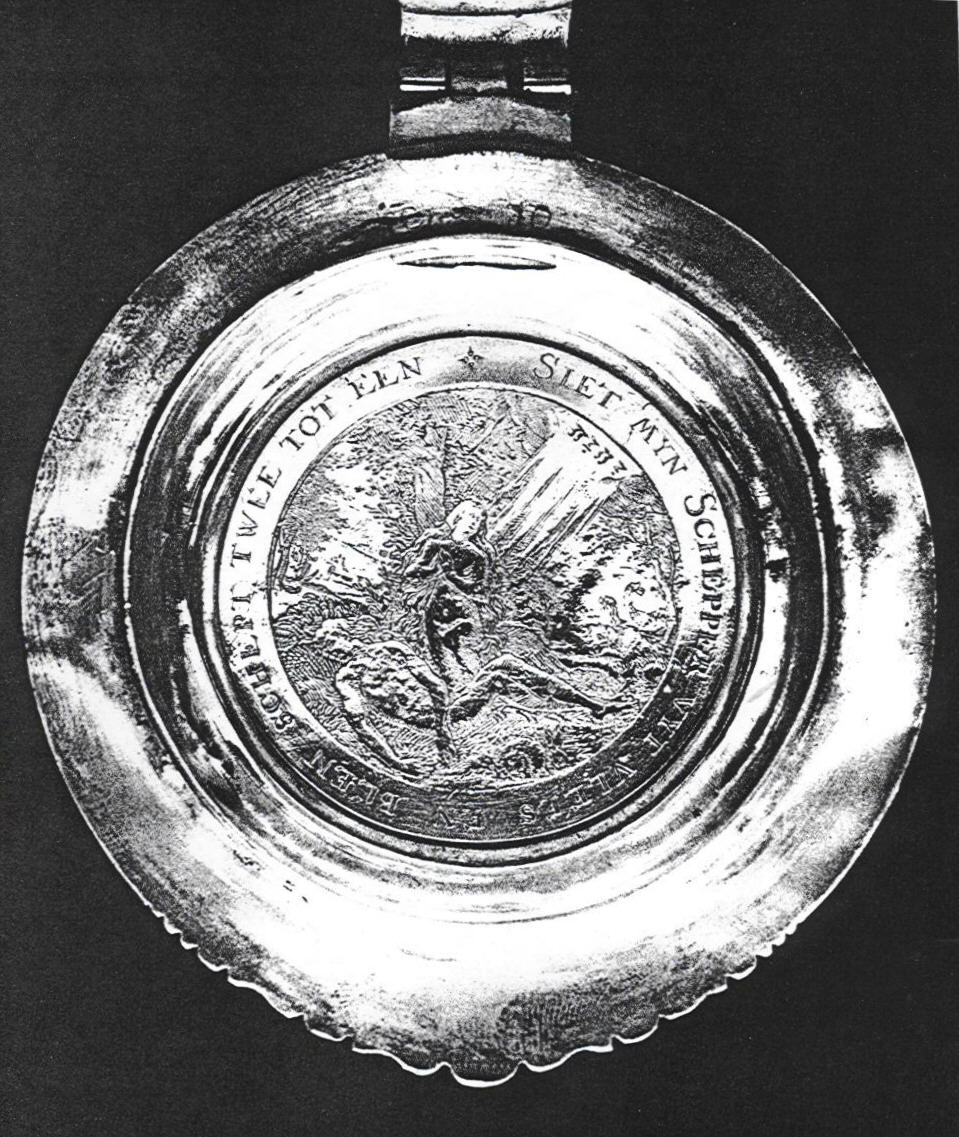
Sarah Rapallier

Sarah Rapallier (aussi écrit Rapelje, Rapelie, Rapalje ou Rapalyé), née en juin ou juillet 1625 et morte en 1685, est considérée comme la « première fille blanche de parents européens née en Nouvelle-Néerlande ».

## Biographie
Sa mère, Catherine Trigault (Cathelyn Trico dans une des graphies hollandaises de l'époque) est souvent considérée comme la mère fondatrice de la ville de New York. Accompagnée de son jeune époux Georges Rapallier (Jooris Raplije dans une des graphies néerlandisées), ils avaient été débarqués au début du printemps 1624 dans la colonie de la Nouvelle-Néerlande pour s’y établir. Georges était par son père originaire de Valenciennes. 
Après un séjour d’une dizaine d’années sur l’île de Manhatte (Manhattan), Georges et Catherine achetèrent aux Indiens 335 acres de terres situées en un lieu appelé Waal bocht (aujourd'hui Wallabout), la baie des Wallons. 
Sarah, leur fille aînée, naquit le 9 juin 1625 quelques semaines après leur arrivée à Fort Orange. Elle mourut en 1685 après avoir donné naissance à 14 enfants. 
En 1680, Catherine Trigault et Georges Rapallier avaient 140 descendants dans ce qui était devenu, depuis 6 ans, New York. Sarah et son mari Hans Bergen serait aujourd'hui les ancêtres d'un million de personnes.